# Koprivchtitsa

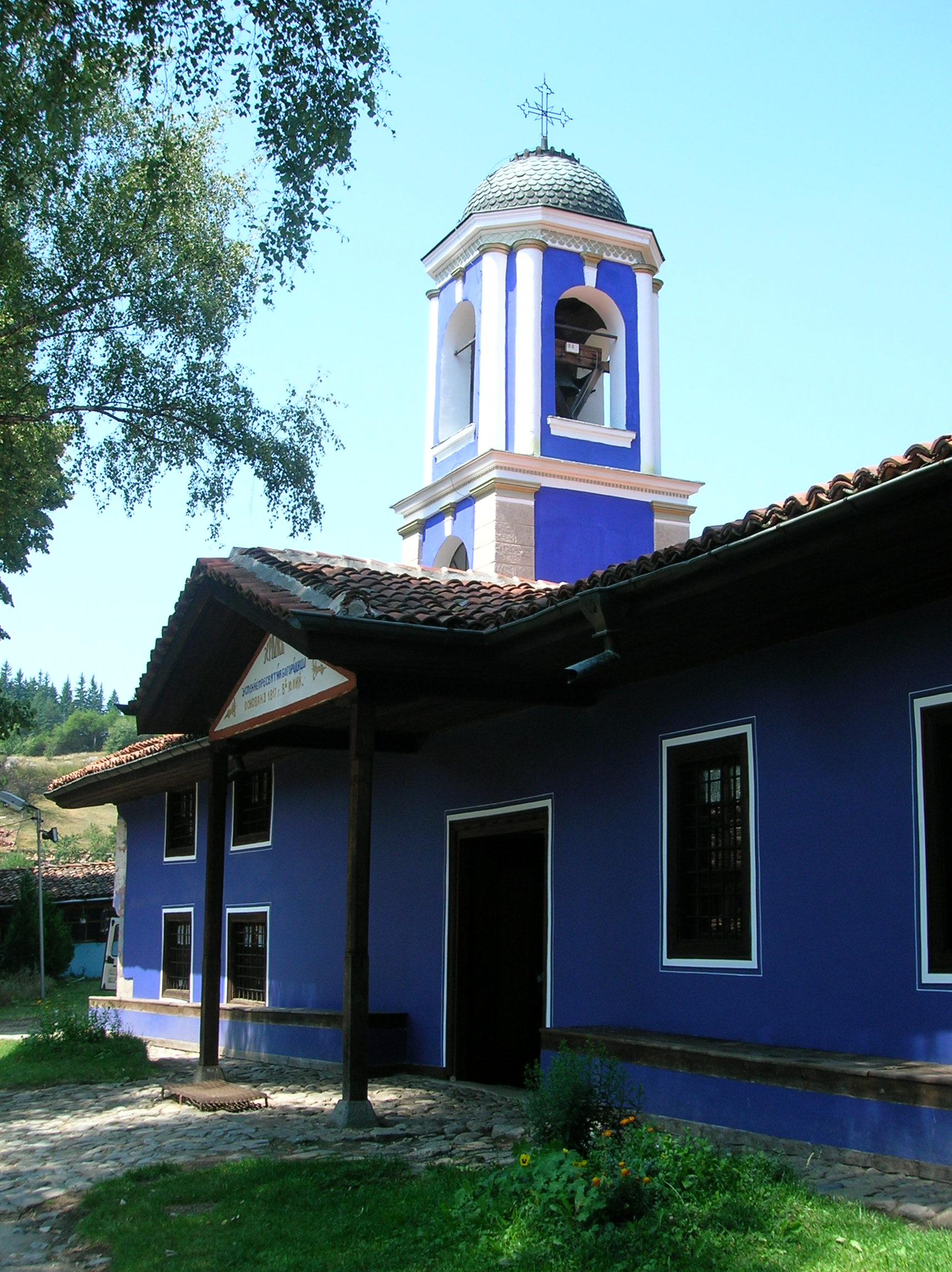
L'église Sveta Bogoroditsa.

Koprivchtitsa (en bulgare Копривщица, transcription internationale Koprivštica) est une ville et une municipalité bulgare.

## Géographie
Koprivchtitsa se situe à 110 km au sud-est de Sofia dans la montagne Saštinska Sredna Gora.

## Histoire
Il s'agit aujourd'hui d'une véritable ville-musée, créée au XIVe siècle et rendue célèbre par le premier coup de feu de l’insurrection bulgare d'avril 1876 (mouvement de résistance contre la domination ottomane). Koprivchtitsa conserve un style architectural typiquement bulgare du XIXe siècle.

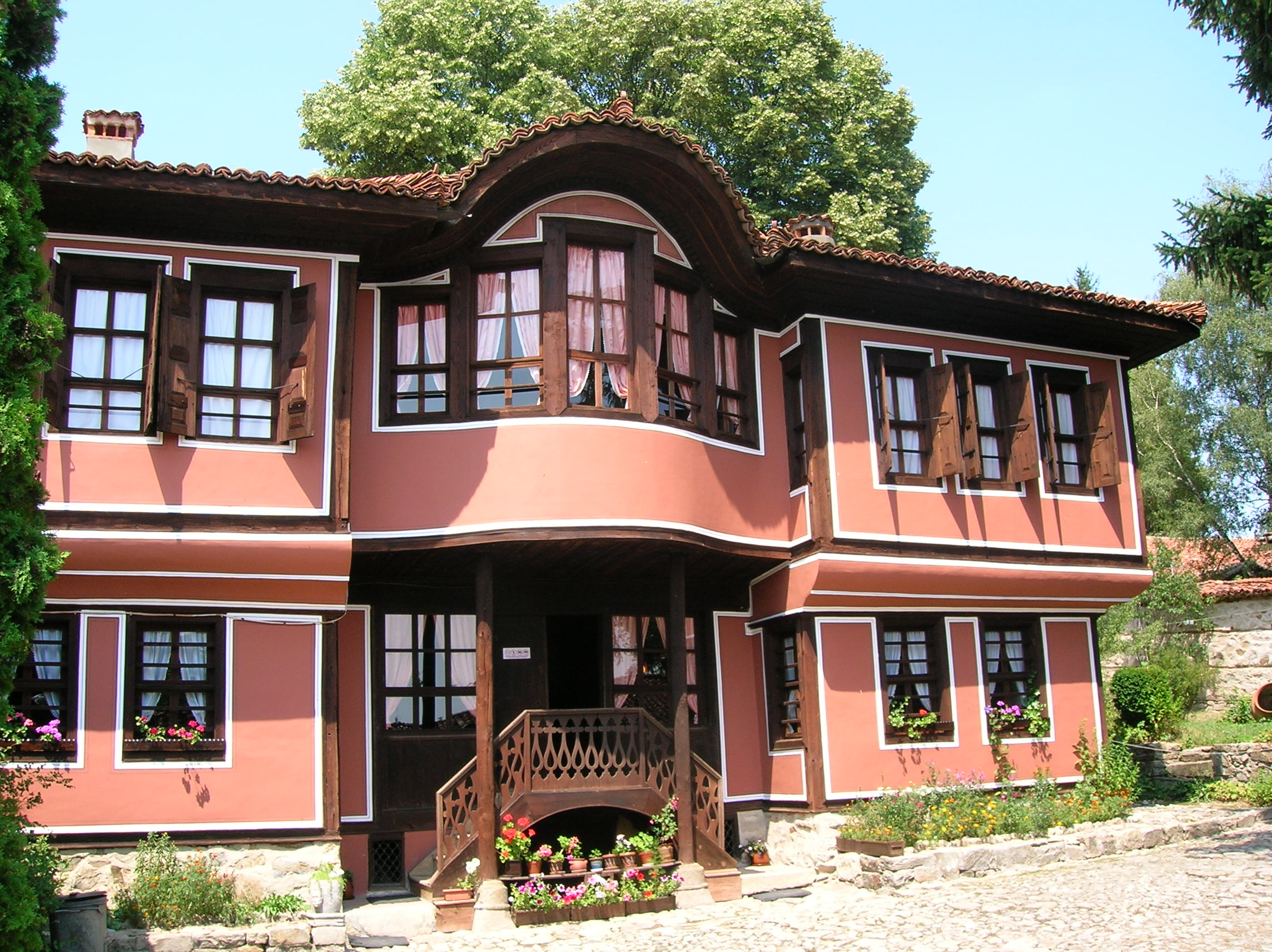
La maison Kablechkov.

De nombreux poètes, écrivains et révolutionnaires s’y sont installés et leurs maisons ont été transformées en musées. On peut notamment y visiter les monuments suivants :
- Maison de Dimtcho Debelyanov (poète, 1887-1916)
- Maison de Lyuben Karavelov (combattant de l'indépendance bulgare)
- Maison de Georgi Benkovski (révolutionnaire)
- Maison de Naiden Gerov (révolutionnaire)
- Maison de Todor Kablechkov (révolutionnaire)
- Maison Oslekov : maison bourgeoise de 1856
- Maison Lyutov : maison bourgeoise de 1854
- Tombes de Todor Kablechkov et de Dimtcho Debelyanov
- Mausolée Apriltsi : situé sur la place centrale, il rend hommage aux héros d'avril 1876
- Église Sveta Bogoroditsa: édifiée en 1817 à l'emplacement d'une ancienne église détruite par les Turcs